# Hans Vävare
Hans Vävare, död 8 eller 9 november 1520, var en tysk-svensk köpman och borgare verksam i Stockholm och Köping i Västmanland. Han avrättades vid Stockholms blodbad.

## Biografi
Hans Vävare invandrade till Sverige från Tysk-romerska riket och etablerade sig som köpman. Han gifte sig med Anna Björnsdotter (1494-1575), dotter till Björn Skeppare (död 1504).
22 augusti 1513 fattade rådet beslut om att låta Hans Vävare erhålla burskap, efter att denne avvecklat sina kontakter med Hansan.
På grund av deltagande i den kommission som besiktigade Stockholms försvar, mottag han dödsdom och avrättades 1520 vid Stockholms blodbad på order av kung Kristian II.